# Rubigen
Rubigen ist eine politische Gemeinde im Verwaltungskreis Bern-Mittelland des Kantons Bern in der Schweiz. Von der ehemaligen Gemeinde Rubigen trennten sich 1993 die einstigen Viertelsgemeinden Allmendingen bei Bern und Trimstein ab.

## Geographie
Rubigen liegt auf 549 m ü. M., 10 km südöstlich der Kantonshauptstadt Bern (Luftlinie). Das Dorf erstreckt sich auf einer Geländeterrasse in der breiten Aareniederung zwischen Bern und Thun, östlich der Aare.
Die Fläche des 6,92 km² grossen Gemeindegebiets umfasst einen Abschnitt der Aareniederung zwischen Bern und Thun. Die westliche Grenze verläuft entlang der kanalisierten und begradigten Aare. Östlich an die Aare schliesst eine teils mehr als 500 m breite Talaue (Hunzigenau) an, welche Reste von alten Aareläufen (Giessen) aufweist. Von der Talaue erstreckt sich der Gemeindeboden ostwärts auf eine Geländeterrasse und über einen sanft geneigten Hang mit dem Schattholz und dem Schwandwald auf das Plateau von Oberholz (590 m ü. M.). Die östliche Grenze liegt in einer Senke mit dem ehemals sumpfigen Trimsteinmoos und dem Beitenwilmoos. Diese Senke wird durch den Schwarzbach in einem Tälchen beim Schattholz nach Westen zur Aare entwässert. Die höchste Erhebung von Rubigen wird mit 600 m ü. M. am Rand des Gschneitwaldes oberhalb von Beitenwil erreicht. Ganz im Norden reicht der Gemeindebann in den Raintalwald bei Allmendingen. Von der Gemeindefläche entfielen 1997 19 % auf Siedlungen, 20 % auf Wald und Gehölze, 56 % auf Landwirtschaft, und etwas mehr als 5 % war unproduktives Land.
Zu Rubigen gehören ausgedehnte Wohnquartiere, die Weiler Kleinhöchstetten (549 m ü. M.) auf einer Terrasse über der Aare, Oberholz (590 m ü. M.) auf einem Plateau östlich des Dorfes und Beitenwil (585 m ü. M.) nördlich des Schwarzbachs sowie einige Einzelhöfe. Nachbargemeinden von Rubigen sind Allmendingen bei Bern, Worb, Münsingen und Belp.

## Geschichte
Einzelne Funde aus dem Neolithikum bei der Säge Rubigen weisen darauf hin, dass das Gemeindegebiet schon sehr früh besiedelt war. Als erstes erscheint 982 der Ortsname Huncinga (heute die Hofgruppe Hunziken nahe der Aare) in den Urkunden. Die erste urkundliche Erwähnung von Rubigen erfolgte 1267 unter dem Namen Rubingen; von 1401 ist Rubigen überliefert. Der Ortsname geht auf den althochdeutschen Personennamen Rubo zurück und bedeutet demnach bei den Leuten des Rubo.
Seit dem Mittelalter gehörte Rubigen zur Herrschaft Münsingen, welche zunächst unter der Oberhoheit der Grafen von Kyburg, seit 1406 unter Berner Herrschaft stand. Die Hohe Gerichtsbarkeit über das Gebiet übte das Landgericht Konolfingen aus. Nach dem Zusammenbruch des Ancien Régime (1798) gehörte Rubigen während der Helvetik zum Distrikt Höchstetten und ab 1803 zum Oberamt Konolfingen, das mit der neuen Kantonsverfassung von 1831 zum Amtsbezirk Konolfingen wurde.
Die Einwohnergemeinde Rubigen bestand aus den drei Viertelsgemeinden Rubigen, Allmendingen und Trimstein, die bis Ende 1992 eine politische Einheit bildeten. Am 24. September 1989 wurde die Aufspaltung der Einwohnergemeinde Rubigen mit grossem Mehr beschlossen. Mit Wirkung auf den 1. Januar 1993 wurden deshalb die einstigen Viertelsgemeinden zu selbständigen Einwohnergemeinden erhoben.

## Bevölkerung
Mit 2894 Einwohnern (Stand 31. Dezember 2023) gehört Rubigen zu den mittelgrossen Gemeinden des Kantons Bern. Von den Bewohnern sind 91,8 % deutschsprachig, 1,6 % französischsprachig, und 1,3 % sprechen Italienisch (Stand 2000). Besonders seit 1960 wurde eine markante Bevölkerungszunahme verzeichnet.

## Politik
Gemeindepräsident ist seit 2020 (a. i.) bzw. 2021 Daniel Ott Fröhlicher (SP, Stand 2024).
Bei den Nationalratswahlen 2023 betrugen die Wähleranteile in Rubigen (in Klammern die Veränderung im Vergleich zu den Wahlen 2019 in Prozentpunkten): SVP 24,50 % (−0,48), SP 22,45 % (+5,64), glp 14,05 % (+0,33), Mitte 11,92 % (−3,15), Grüne 8,92 % (−2,94), FDP 7,02 % (−0,95), EVP 4,12 % (+0,51), EDU 3,25 % (+0,90), Weitere 3,76 % (+0,14).

## Wirtschaft
Rubigen war bis Mitte des 20. Jahrhunderts ein vorwiegend durch die Landwirtschaft geprägtes Dorf. Noch heute haben der Ackerbau, die Milchwirtschaft und die Viehzucht einen gewissen Stellenwert in der Erwerbsstruktur der Bevölkerung. Zahlreiche weitere Arbeitsplätze sind im lokalen Kleingewerbe und im Dienstleistungssektor vorhanden. Dank der guten Verkehrsanbindung entstanden auf dem Gebiet von Rubigen verschiedene Gewerbezonen. Heute gibt es in der Gemeinde Betriebe des Bau- und Transportwesens, der Baustoff- und Möbelindustrie, des Maschinenbaus, der Nahrungsmittelverarbeitung, verschiedene Handelsfirmen, ein Belagslieferwerk und mechanische Werkstätten. Nördlich des Dorfes wird eine grosse Kiesgrube ausgebeutet. In den letzten Jahrzehnten hat sich das Dorf dank seiner attraktiven Lage zu einer Wohngemeinde entwickelt. Viele Erwerbstätige sind deshalb Wegpendler, die hauptsächlich in der Agglomeration Bern arbeiten.

### Verkehr
Die Gemeinde ist verkehrstechnisch sehr gut erschlossen. Sie liegt an der Hauptstrasse 6 durch das Aaretal von Bern nach Thun. Der nächste Anschluss an die Autobahn A6 (Bern–Thun), welche das Gemeindegebiet durchquert und 1973 eröffnet wurde, befindet sich rund 1 km vom Ortskern entfernt. Am 1. Juli 1859 wurde die Bahnstrecke Bern–Thun mit einem Bahnhof in Rubigen in Betrieb genommen. Für die Feinverteilung im öffentlichen Verkehr sorgen eine Buslinie, welche die Strecke von Belp via Rubigen nach Konolfingen bedient, und ein kleiner Bus, der nach Worb fährt.

## Wasserversorgung
Rubigen hat sich 2019 dem Wasserverbund Region Bern angeschlossen.

## Sehenswürdigkeiten

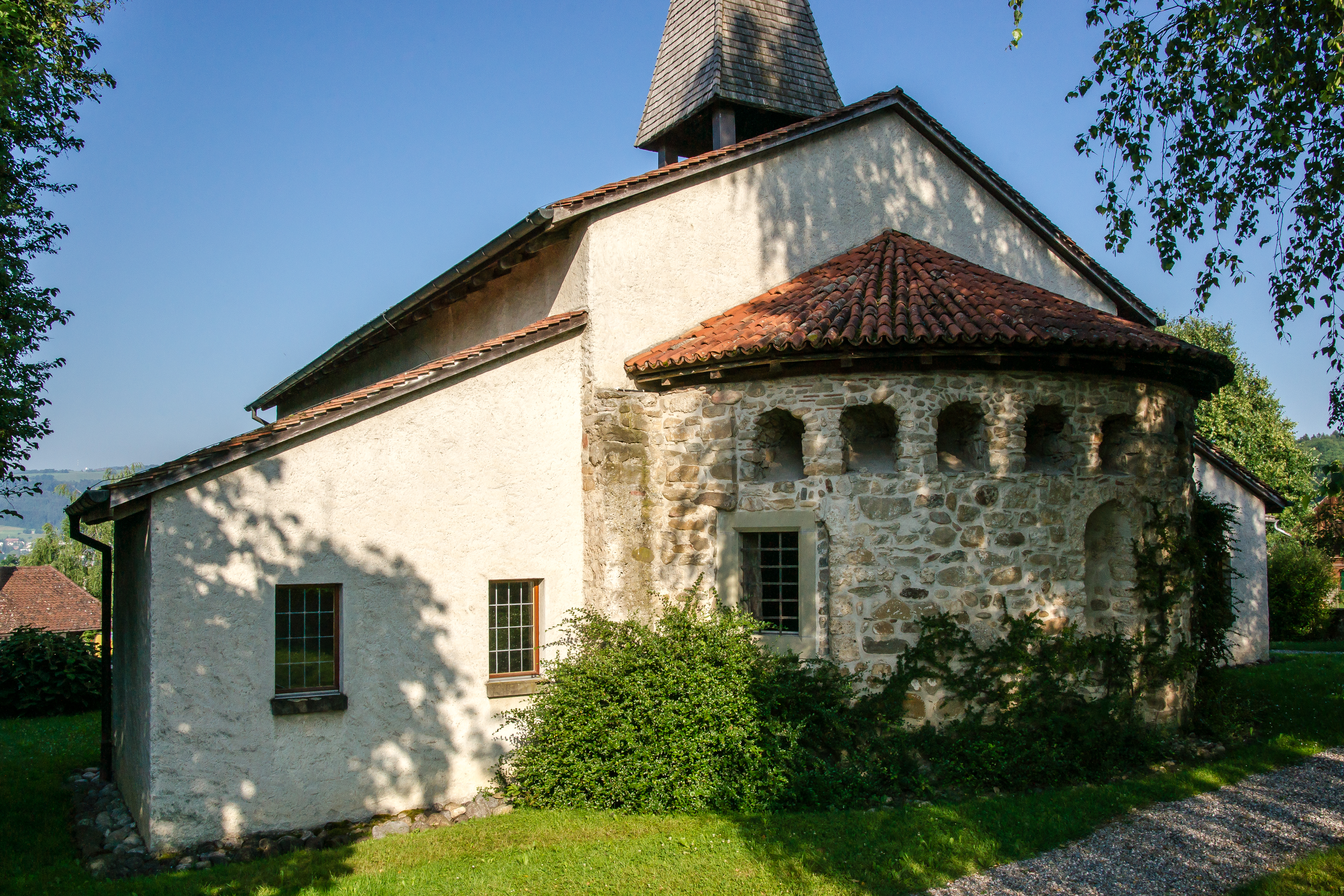
Die reformierte Kirche Kleinhöchstetten

Die Kirche in Kleinhöchstetten, der einzige erhaltene frühromanische Apsissaal in der Schweiz, stammt aus dem 10. Jahrhundert und war bis zur Reformation ein bedeutender Wallfahrtsort. Die Kirche wurde von 1962 bis 1965 restauriert und dient heute als reformierte Kirche von Rubigen (zur Kirchgemeinde Münsingen gehörig). Die Campagne Beitenwil wurde 1723 erbaut.
In Rubigen befinden sich ausserdem das kleinste Museum und die grösste Bowlingbahn der Schweiz.

## Kultur
- Konzertlokal Mühle Hunziken[9]

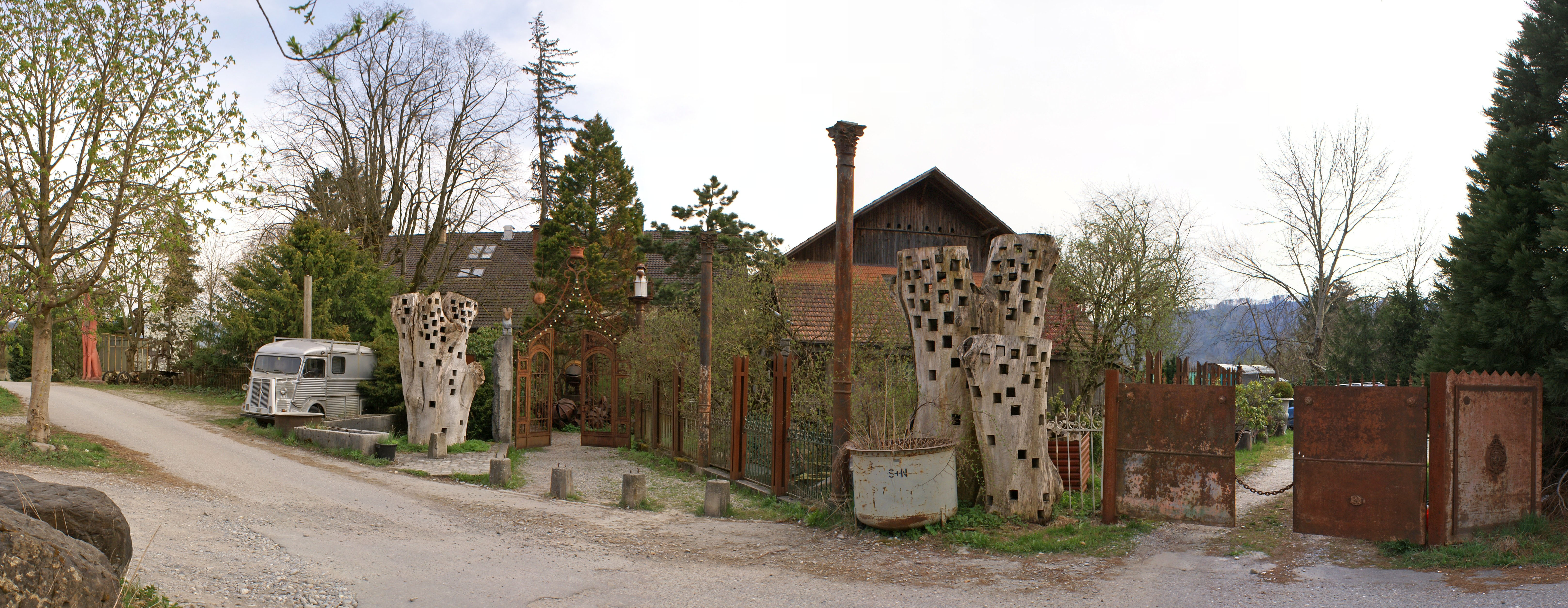
Die Mühle Hunziken

- Dada Disco Club (1973 ins Leben gerufen und bis heute durch freiwillige Arbeit von jungen Leuten aus der Umgebung Rubigen weitergeführt)

## Persönlichkeiten
- Hans Ernst Hess (1920–2009), Botaniker und Professor
- Daniel Wildhaber (* 1960), Grossrat (SP)
- Maja Neuenschwander (* 1980), Schweizer Langstreckenläuferin